# Паоло Беттіні
Паоло Беттіні (італ. Paolo Bettini, 1 квітня 1974) — італійський велогонщик.
Олімпійський чемпіон 2004 року в груповій шосейні гонці, учасник 2000, 2008 років.
Чемпіон світу з велоперегонів на шосе 2007 (групова шосейна гонка), 2006 (групова шосейна гонка) років, срібний призер 2001 року в груповій шосейні гонці.